# NGC 2223
NGC 2223 (również PGC 18978 lub UGCA 129) – galaktyka spiralna z poprzeczką (SBb), znajdująca się w gwiazdozbiorze Wielkiego Psa. Odkrył ją 23 stycznia 1835 roku John Herschel.
W galaktyce tej zaobserwowano supernową SN 1993K.